# Mebrure Aksoley
Mebrure Aksoley, född 1902, död 1984, var en turkisk politiker.
Hon var senator 1964-1973. Hon var sitt lands första kvinnliga senator. 